# Derris hancei
Derris hancei är en ärtväxtart som beskrevs av William Botting Hemsley. Derris hancei ingår i släktet Derris och familjen ärtväxter. Inga underarter finns listade i Catalogue of Life.